# Norwegian Air International
Norwegian Air International — колишня найбільша в Європі бюджетна авіакомпанія із Ірландії, з головним офісом у Дубліні. Є дочірньою компанією Norwegian Air Shuttle.
Припинила свою діяльність у квітні 2021, передала свій рухомий склад Norwegian Air Sweden.

Створена у лютому 2014, компанія використовує Boeing 737—800 та Boeing 737 MAX 8 для регулярних польотів у Європі.
З 2017 також пропонує послуги з перельотів між Європою та напрямками на східному узбережжі США, включаючи Нью-Йорк і Род-Айленд.
З грудня 2019, під час епідемії коронавірусу та перед нею, компанія накопичила борги розміром 8 млрд $. Частину боргу компанії розміром 1 млрд, запланували сконвертувати у акціонерний капітал для підтримки її роботи.
У квітні 2020 чотири данських та шведських філії компанії, що складали основу її парку, оголосили про банкрутство через пандемію. У цих філіях працювало 4700 пілотів і членів екіпажу.

## Флот

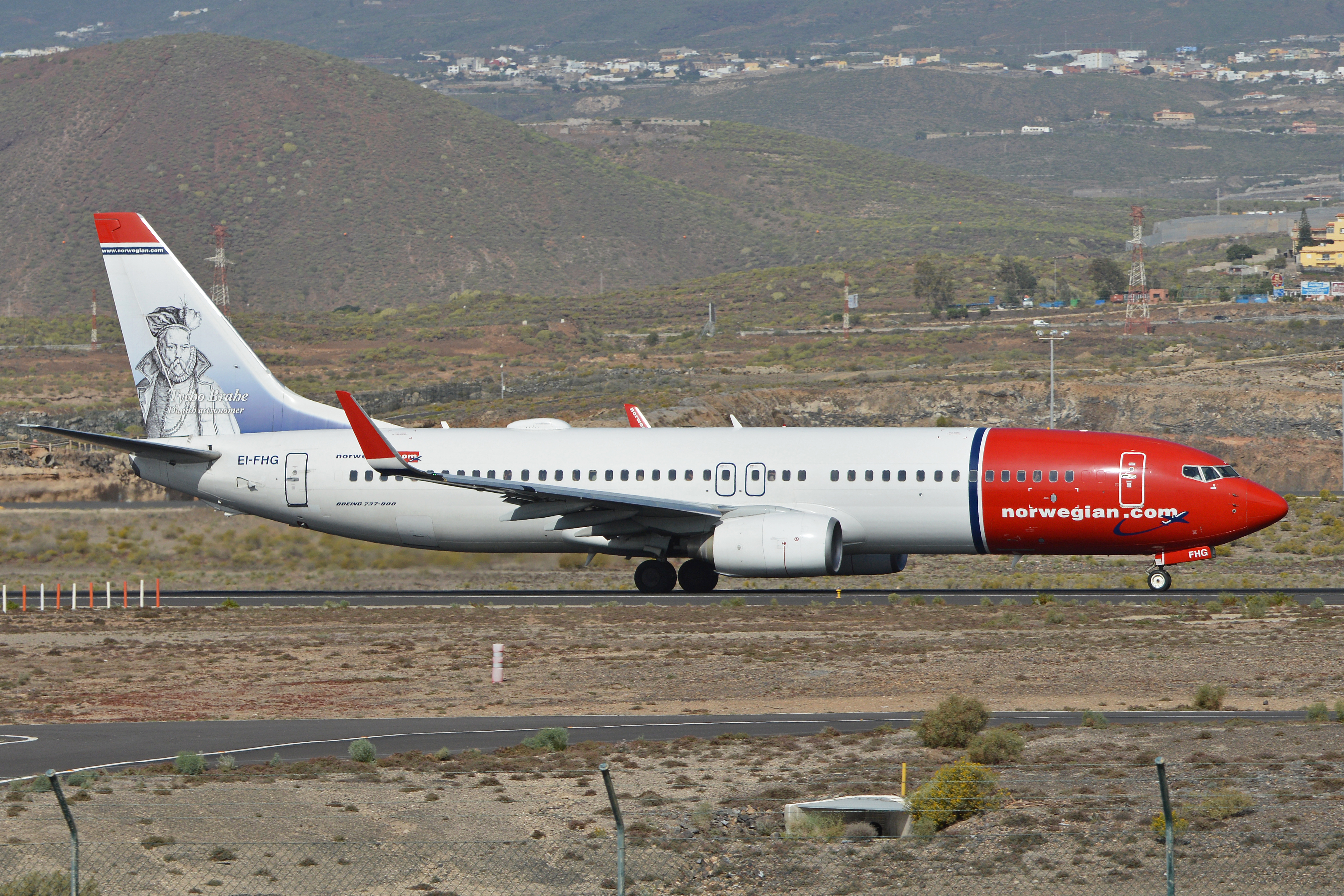
Boeing 737—800 Norwegian Air International

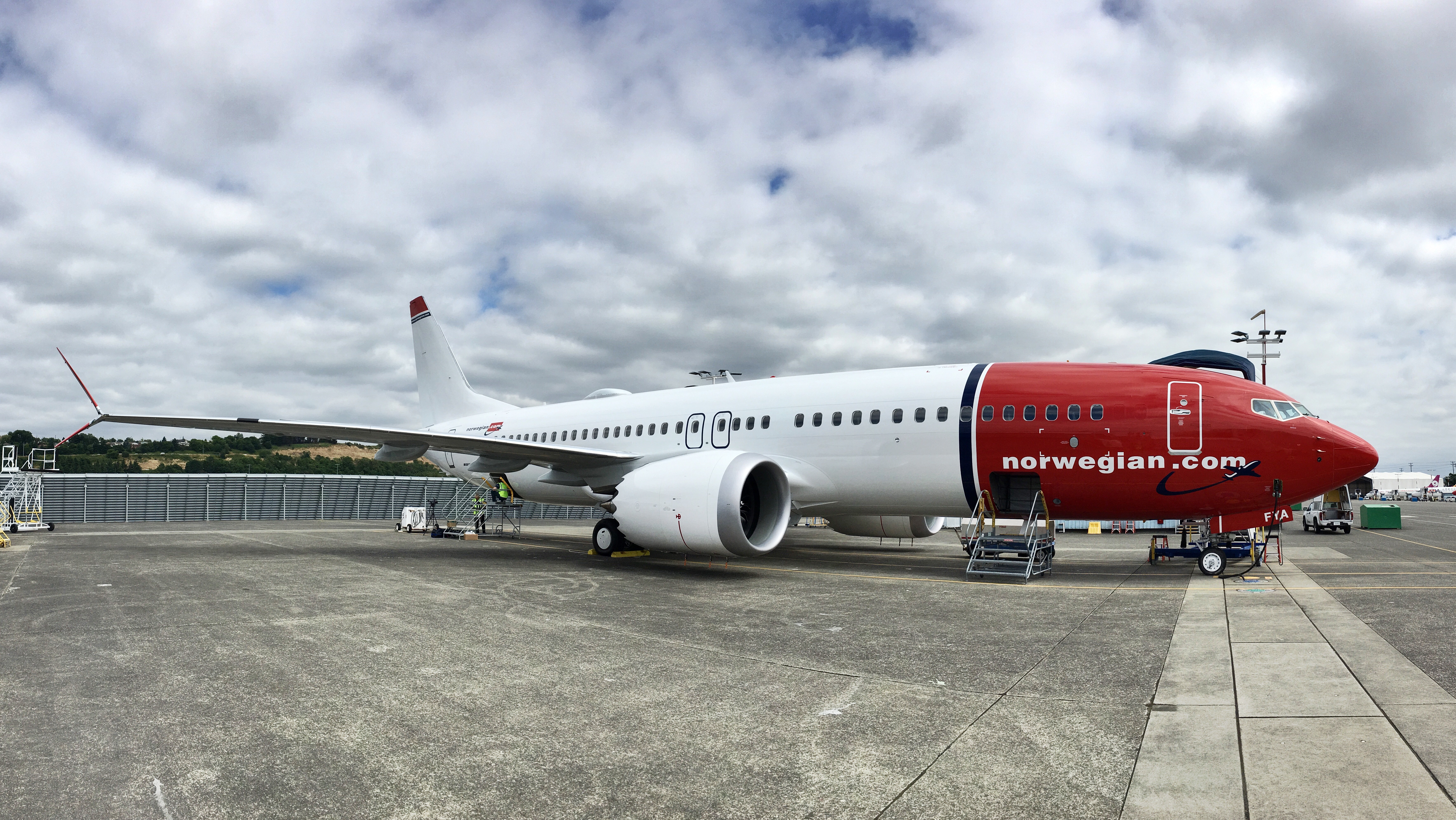
Boeing 737 MAX 8 Norwegian Air International

Флот станом на січень 2019: